# 歓喜寺 (秋田市)
歓喜寺（かんきじ）は、秋田県秋田市にある曹洞宗の寺院である。

## 概要
もとは密教寺院として飯島村（現・秋田市飯島地区）に創建されたという。日吉神社を守護神とするが、山王社とも呼ばれたこの神社は、1322年（元亨2年）、南秋田郡笹岡村（現・秋田市外旭川）に創建され、1395年（応永2年）には上新城五十丁に遷り、日吉山延命寺や十禅寺と呼ばれ、別当を沙弥安奈（安東氏）とした。その後、密教寺の建つ飯島に遷ったといわれ、飯島鼡田の旧跡から懸仏二体が出土していることから、密教寺はその別当寺院だった可能性もある。その後、1541年（天文10年）、安東氏の重臣・八柳氏（八柳館主、深翁歓喜大禅定門、俗名平治郎）が開基となり、補陀寺八世察心寿鑑を開山に勧請して、外旭川の八柳に正規に創建され、曹洞寺院に改宗されたのだろう。
のち守護神の日吉神社も寺内に移転し、さらに江戸時代になって1622年（元和8年）、佐竹氏の城下の寺町づくりで以前の所在地であった秋田市寺町（現在の旭北寺町）に移転した。開山以来、法嗣が晋住する師資相承をなし、大本山総持寺の輪番地をなしてきた。そして、三世生庵祖長は天王の自性院、五世報庵良恩は河辺の千手院、六世空山祖広は船越の龍門寺、十三世月潭碧水は牛島の宝袋院をそれぞれ開山した。本堂は1886年（明治19年）の俵屋火事で消失し、翌1887年（明治20年）に再建された。
寺宝に聖観世音菩薩像（像高30センチメートル）は定朝作の興福寺千体仏の一つと言われ、県指定の文化財である。ほかにも西方広目天像、三面大黒天像、不動明王像などがあり、境内には珍しい生け花塚がある。
以前の所在地は、両隣に光明寺と妙覚寺の曹洞宗寺院が存在し、これに旭北栄町(通り沿いの旧町内名は寺町一区とされている)の麟勝院を加えた4寺院によって、曹洞宗寺町4寺院を構成しており、寺族会や4寺院共同の事業を行うなどの相互交流が行われていたが、移転した現在でもこの関係は維持されている。
現在の本堂は、2008年の建之。

## 所在地
秋田市の都市開発の関係で、2007年に秋田市旭北寺町から秋田市下北手梨平へ移転している。跡地の中央部分は、都市計画道路川尻広面線（秋田県道28号秋田岩見船岡線支線）の一部として整備されている（ドン・キホーテ秋田店の正面から歓喜寺旧所在地・旧山門前の丁字路を貫く形）。道路の南北にあたる残部は南に隣接する妙覚寺が秋田市から買収し、南側の直接隣接している部分を自院の墓地用地として、北側は参拝者用の臨時駐車場として使用している。
- 旧所在地：秋田県秋田市旭北寺町4-39
- 現所在地：秋田県秋田市下北手梨平字袖ケ沢1-1

旧所在地の近隣には秋田中央交通の楢山大回り線「歓喜寺前」停留所があったが、移転後の2016年頃に「鹿嶋神社前」へ改称している。現所在地の最寄り停留所は、城東消防署経由桜ガ丘線「桜ガ丘二丁目」。